# Krimmli vízesés

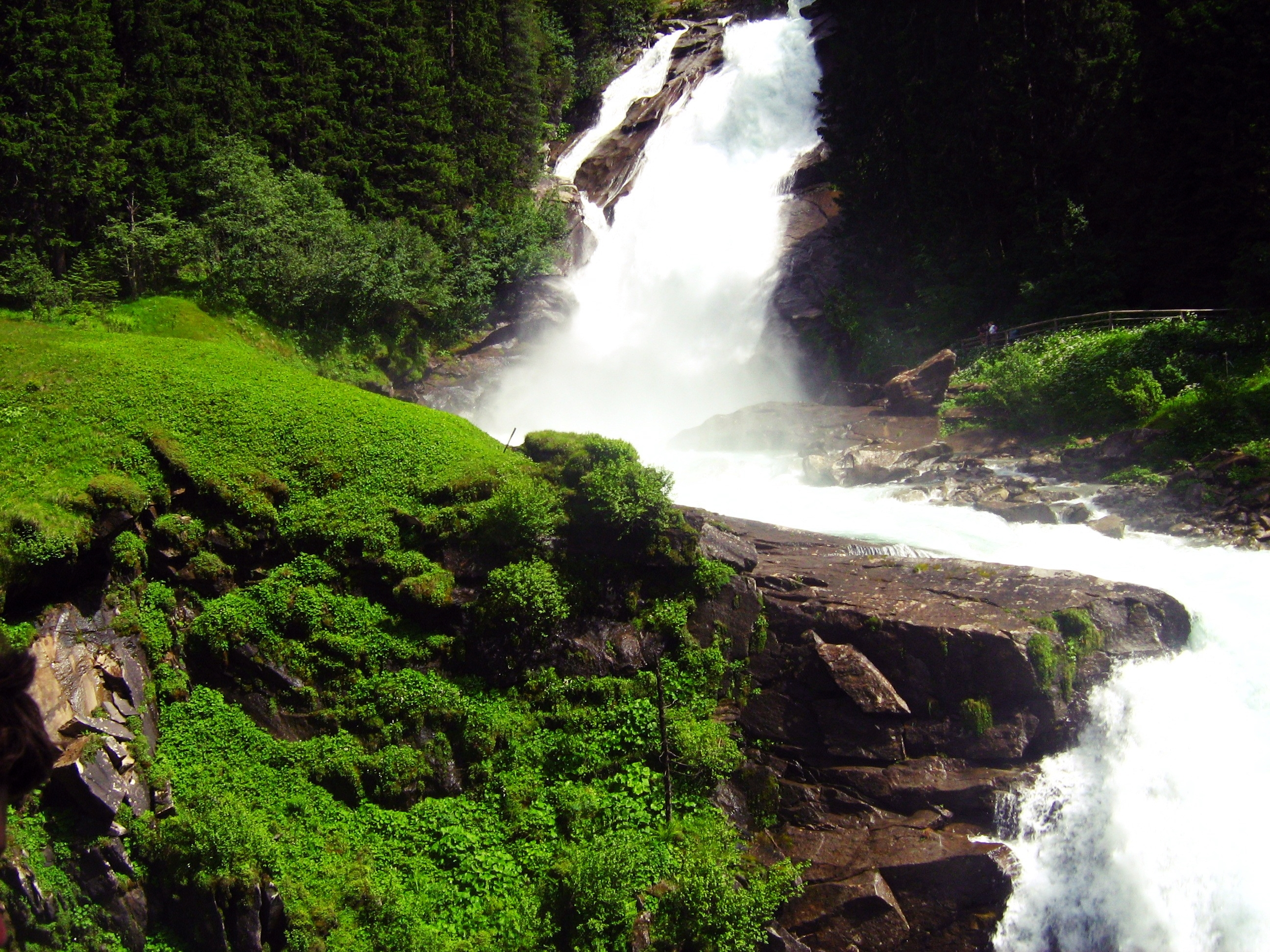
A vízesés

A Krimmli vízesés Ausztria legmagasabb vízesése. Teljes magassága 380 méter. Krimml közelében a Hohe Tauern Nemzeti Park területén, az olasz határhoz közel található.

## Lépcsők
Három lépcsője közül a felső 1470 m-es magasságból indul és 140 méteres. A középső lépcső 100 méteres az alsó 140 méteres.

## A folyó
A vízesést a Krimmler Ache, egy gleccserből eredő folyó táplálja, vízgyűjtő területe 110,7 km². A folyó vízhozama jelentősen változik a különböző évszakokban, júliusban 20 000 m³/h, februárban 500 m³/h. Az eddig mért legnagyobb vízhozama 600 000 m³/h (1987. augusztus 25-én). A folyó a Salzach folyóba ömlik.

## Turizmus
A vízeséshez látogatók számára 1835-ben kezdtek kiépíteni egy turista utat. Az út 4,15 km hosszú és 10 kilátó pontot is kiépítettek. Kb. 10 perces sétával érünk a vízesés alsó lépcsőjéhez, a kiépített út legfelső pontjáig 1 és negyed óra alatt juthatunk. A vízeséshez évente körülbelül 400 ezren látogatnak el. Az időjárástól függően április közepétől október végéig látogatható.

### Külső hivatkozások
- A vízesés honlapja (német vagy angol nyelven)